# Herta-Maria Witzemann
Herta-Maria Witzemann (* 10. Dezember 1918 in Dornbirn/Österreich; † 8. März 1999 in Ludwigsburg) war eine Innenarchitektin und Möbelentwerferin. Sie war Hochschullehrerin und Präsidentin des Bundes Deutscher Innenarchitekten.

## Leben und Wirken
Herta-Maria Witzemann erhielt von 1924 bis 1937 an der Grundschule und am Realgymnasium in Reutlingen ihre Schulbildung. Nach einem Schreinerpraktikum studierte sie von 1938 bis 1940 an der Kunstgewerbeschule Wien in der Fachklasse für Architektur und industrielle Entwürfe bei Oswald Haerdtl und danach bis 1942 an der Akademie für Angewandte Kunst München bei Georg Buchner und Josef Hillerbrand. Ihre Studien schloss sie mit einem Diplom ab. Von 1942 bis 1945 war sie Assistentin in der Fachklasse von Haerdtl in Wien und Mitarbeiterin im Atelier Haerdtls.
Nach dem Zweiten Weltkrieg arbeitete sie vier Jahre in bekannten Stuttgarter Architekturbüros. Danach begann eine Zeit der selbständigen Tätigkeit als Innenarchitektin und Möbeldesignerin, in der sie neben Privataufträgen und Aufträgen aus dem Bereich der Industrie auch die Raumgestaltung öffentlicher Gebäude übernahm, so die Rathäuser in Reutlingen, Pforzheim, Gerlingen, Bietigheim, Dürrheim und St. Georgen, die Rundfunk- und Fernsehstudios für den Süddeutschen Rundfunk in Stuttgart, die Kurhäuser der Bäder Krozingen, Dürrheim und Buchau, mehrere Verwaltungsgebäude, das Spielkasino und Kurhaus Baden-Baden, das Wilhelmspalais, das Neue Schloss und der Landtag von Baden-Württemberg in Stuttgart, die Restaurants des Stuttgarter und Mannheimer Fernsehturms, Umbau und Einrichtung des Kanzlerbungalows in Bonn gemäß den geschmacklichen Vorstellungen von Bundeskanzler Kurt Georg Kiesinger (seinerzeit in Medien und bei Fachleuten umstritten) sowie das Gästehaus der Bundesrepublik auf dem Petersberg in Bonn.
Darüber hinaus entwickelte sie Serienmöbel für etwa zehn zum Teil über Europa hinaus bekannte Unternehmen wie Knoll-International, Walter Knoll, Thonet, Erwin Behr und Heal’s London. Im In- und Ausland gestaltete sie sieben Ausstellungen, so 1957 auf der Interbau in Berlin, der Triennale in Mailand, für die sie eine Silbermedaille erhielt, 1958 auf der Weltausstellung in Brüssel, in London und in Venedig.

## Lehrtätigkeit
Im Jahr 1952 übernahm sie, zeitgleich mit Herbert Hirche,  die Leitung einer Klasse für Innenarchitektur und Möbelbau an der Staatlichen Akademie der Bildenden Künste Stuttgart und wurde 1961 zur Professorin ernannt. 1985 wurde sie emeritiert. Zusammen mit ihren Kollegen Erwin Heinle und Wolfgang Stadelmaier war sie in den 1970er Jahren maßgeblich an der Einführung eines Diplom-Abschlusses für Innenarchitekten an der Stuttgarter Kunstakademie beteiligt, den es mit dem akademischen Grad eines Dipl.-Ing. bis dahin an keiner Kunsthochschule in der Bundesrepublik gab und der für andere Hochschulen Modellcharakter hatte. Neben all diesen vielseitigen Tätigkeiten verfasste sie Fachbücher und -aufsätze, die zusammen mit ihren gestalterischen Arbeiten einen Beitrag zur Wohnkultur in der zweiten Hälfte des 20. Jahrhunderts darstellen.
Der langjährige Rektor der Akademie, Wolfgang Kermer, erinnerte sich ihrer jahrzehntelangen Vorstandstätigkeit bei der Vereinigung der „Freunde der Akademie Stuttgart e. V.“. „Bestens ‚vernetzt‘ [...] verstand sie es, mit fachlicher Kompetenz, Ausdauer, Geschick und ihren legendären Verbindungen zu Persönlichkeiten der Landespolitik und darüber hinaus dem Freundeskreis hilfreiche Kontakte und Anstöße zu vermitteln. Das von ihr bewohnte Kavaliershäuschen auf der Solitude war bis zuletzt ein Standort für Vereinsangelegenheiten und zugleich gastfreundliche Begegnungsstätte für Vereinsmitglieder.“

## Verbandstätigkeit
Sie wirkte mit Engagement als Vorsitzende des baden-württembergischen Landesverbands des Bundes Deutscher Innenarchitekten, der es sich zum Ziel gesetzt hatte, der Innenarchitektur ein gleichberechtigtes Wirkungsfeld neben der Architektur zu eröffnen. Von 1972 bis 1977 war sie Präsidentin des Bundes Deutscher Innenarchitekten. Sie erfüllte dieses Amt mit der ihr eigenen Energie und wurde dafür mit der Ehrenpräsidentenschaft dieser Vereinigung geehrt.

## Ehrungen
Herta-Maria Witzemann wurde 1978 mit der Verdienstmedaille des Landes Baden-Württemberg und 1980 mit dem Verdienstkreuz am Bande des Verdienstordens der Bundesrepublik ausgezeichnet. 1985 erhielt sie das Verdienstkreuz I. Klasse des Verdienstordens der Bundesrepublik Deutschland.
Der Herta-Maria-Witzemann-Preis wurde von Dr. Brunhilde Wachter im Gedenken an ihre Schwester und deren Leistungen für die Akademie gestiftet.